# André Martinet
André Martinet (Saint-Alban-des-Villards, Kanton La Chambre, 12. travnja 1908. – Châtenay-Malabry, 16. srpnja 1999.), francuski jezikoslovac, začetnik funkcionalne strukturalne lingvistike
U lingvističkoj teoriji poznat je posebno po svojim studijama o lingvističkoj ekonomiji i  dvostrukoj artikulaciji. Insistirao je na komunikacijskoj funkciji jezika.

## Djela
- 1960. Éléments de linguistique générale. ("Osnove opće lingvistike")
- 1962. Functional View of Language. ("Funkcionalni pogled na jezik")
- 1969. Le Français sans fard. ("O francuskom bez uvijanja")
- 1974. Studies in Functional Syntax. ("Studije o funkcionalnoj sintaksi")
- 1975. Évolution et reconstruction des langues. ("Razvoj i rekonstrukcija jezikâ")
- 1979. Grammaire fonctionnelle du français. ("Francuska funkcionalna gramatika")
- 1985. Syntaxe générale. ("Opća sintaksa")

### Prijevodi na hrvatski
- Martinet, André (1982). Osnove opće lingvistike. Prijevod i predgovor August Kovačec. Zagreb: Grafički zavod Hrvatske.